# Великий Даяк
Великий Даяк (индон. Dayak Besar, Dajak Besar, нидерл. Groot Dajak) — автономное образование в составе Соединённых Штатов Индонезии (СШИ), существовавшее в 1946—1950 годах и располагавшееся на острове Калимантан, в регионе компактного проживания даяков.

## История
Великий Даяк был создан 7 декабря 1946 года. Президентом был избран Й. ван Дик, временной столицей стал город Банджармасин. 27 декабря 1949 года Великий Даяк вошёл в состав СШИ на правах автономии. 18 апреля 1950 года автономия была упразднена; её территория вошла в состав провинции Калимантан. Ныне территория бывшего Великого Даяка является частью провинции Центральный Калимантан.